# مارك لايس
مارك لايس (بالألمانية: Marc Lais)‏ (4 فبراير 1991 بفرايبورغ في ألمانيا - ) هو لاعب كرة قدم ألماني في مركز الوسط. شارك مع منتخب ألمانيا لكرة القدم تحت 18 سنة. أما مع النوادي، فقد لعب مع كيمنتزر ونادي ساندهاوزن ونادي فرايبورغ ويان ريغينسبورغ.

## وصلات خارجية
- مارك لايس على موقع قاعدة بيانات كرة القدم.إي يو (الإنجليزية)
- مارك لايس على موقع بيانات كرة القدم. دي إي (الألمانية)
- مارك لايس على موقع عالم كرة القدم.نت (الإنجليزية)